# Mashable

Logo van Mashable

Mashable Inc. is een globale nieuwswebsite en digitaal platform. Mashable verspreidt nieuws op sociale media-websites en richt zich op de connected generation van lezers die mee zijn met de laatste digitale en mobiele technologie. Mashable is gespecialiseerd in entertainment, cultuur, tech, wetenschap, gaming en social good. 
De website werd in 2005 opgericht door de Schots-Amerikaanse ondernemer Pete Cashmore. Mashable Inc. heeft zijn hoofdkwartier in New York en een tweede kantoor in San Francisco. Mashable Benelux is gevestigd in Nederland.
Mashable was in mei 2015 volgens Alexa Internet de 249e meest bezochte website ter wereld. De site ontving maandelijks ongeveer 42 miljoen individuele bezoekers. Mashable is inmiddels uitgegroeid naar meerdere landen in Europa, Azië, het Midden-Oosten en Australië.